# Dallas Puett
Dallas Sunday Puett ist ein US-amerikanischer Filmeditor und Mitglied der American Cinema Editors. Sein Schaffen umfasst rund 20 Produktionen. Ein Arbeitsschwerpunkt liegt dabei auf Actionfilmen.
Puetts Filmschaffen begann in den 1980er Jahren mit Filmen wie Die Sieger – American Flyers, Der Tag des Falken, Heiß auf Trab und Im Tresor ist die Hölle los. In den 90ern folgten weitere bekannte Filme wie Auf die harte Tour, Demolition Man, Free Willy 2 – Freiheit in Gefahr, Lethal Weapon 4 und Deep Blue Sea. Auch nach 2000 arbeitet er an erfolgreichen Filmen wie Red Planet, Lara Croft: Tomb Raider, The Fast and the Furious, Star Trek: Nemesis und 2 Fast 2 Furious.

## Filmografie
- 1981: Inchon
- 1985: Die Sieger – American Flyers (American Flyers)
- 1985: Der Tag des Falken (Ladyhawke)
- 1988: Heiß auf Trab (Hot to Trot)
- 1989: Im Tresor ist die Hölle los (VDisorganized Crime)
- 1990: Ein Vogel auf dem Drahtseil (Bird on a Wire)
- 1990: Short Time – Nichts als Ärger mit dem Kamikaze-Cop (Short Time)
- 1991: Auf die harte Tour (The Hard Way)
- 1992: Flug ins Abenteuer (Radio Flyer)
- 1992: Brennpunkt L.A. – Die Profis sind zurück (Lethal Weapon 3)
- 1993: Demolition Man
- 1994: Maverick – Den Colt am Gürtel, ein As im Ärmel (Maverick)
- 1995: Free Willy 2 – Freiheit in Gefahr (Free Willy 2: The Adventure Home)
- 1996: Einsame Entscheidung (Executive Decision)
- 1997: Kull, der Eroberer (Kull the Conqueror)
- 1998: Lethal Weapon 4
- 1999: Deep Blue Sea
- 2000: Red Planet
- 2001: Lara Croft: Tomb Raider
- 2001: The Fast and the Furious
- 2002: Star Trek: Nemesis (Star Trek Nemesis)
- 2003: 2 Fast 2 Furious
- 2006: The Marine
- 2007: Redline
- 2008: Wanted
- 2008: Death Race
- 2013: Christmas Bountym (Fernsehfilm)
- 2013: The Marine 3: Homefront
- 2015: Toxin